# Środek karny
Środek karny – dodatkowa dolegliwość wymierzana sprawcy przestępstwa lub wykroczenia obok lub niekiedy zamiast kary.
Niektóre spośród środków karnych mają swoje odpowiedniki w postaci środków zapobiegawczych. Czas stosowania środka zapobiegawczego zalicza się na poczet odpowiedniego środka karnego.
Środkami karnymi nie są zakazy zajmowania określonych stanowisk w spółkach handlowych występujące na gruncie prawa handlowego.
Naruszenie zakazu orzeczonego przez sąd tytułem środka karnego stanowi z mocy art. 244 Kodeksu karnego przestępstwo zagrożone karą pozbawienia wolności od 3 miesięcy do lat 5.

## Cele i funkcje
Środek karny realizuje cele uboczne postępowania karnego, które nie mogą być w sposób dostateczny uwzględnione przez sąd w razie poprzestania na wymierzeniu samej kary. Chodzi tu przede wszystkim o względy prewencji ogólnej i szczególnej oraz cele kompensacyjne w postaci wynagrodzenia pokrzywdzonemu szkody wyrządzonej czynem zabronionym.
Wyjątkowo środek karny pełni funkcję kary, w sytuacjach gdy nawet najniższy możliwy jej wymiar byłby zbyt surowy, a przez to niesprawiedliwy. Cechą odróżniającą od kary jest również fakt, że niektóre spośród środków karnych mogą być orzeczone tytułem środka zabezpieczającego. Dzięki środkom karnym istnieje możliwość dodatkowego usankcjonowania czynu bez łamania zasady, że za jeden czyn można orzec tylko jedną karę. Środki karne w odwrotności od kar mają za zadanie ograniczyć przyznane jednostce prawa albo zobowiązać ją do określonego działania.

## Środki karne w polskim prawie karnym
Środkami karnymi wymienionymi w Kodeksie karnym są:
- pozbawienie praw publicznych (art. 40 kk),
- zakaz zajmowania określonego stanowiska, wykonywania określonego zawodu lub prowadzenia określonej działalności gospodarczej (art. 39 pkt 2 kk),
- zakaz prowadzenia działalności związanej z wychowaniem, leczeniem, edukacją małoletnich lub opieką nad nimi (art. 39 pkt 2a kk),
- zakaz zajmowania stanowiska lub wykonywania zawodu lub pracy w organach i instytucjach państwowych i samorządu terytorialnego, a także w spółkach prawa handlowego, w których Skarb Państwa lub jednostka samorządu terytorialnego posiadają bezpośrednio lub pośrednio przez inne podmioty co najmniej 10% akcji lub udziałów (art. 39 pkt 2aa kk),
- obowiązek powstrzymania się od przebywania w określonych środowiskach lub miejscach, zakaz kontaktowania się z określonymi osobami lub zakaz opuszczania określonego miejsca pobytu bez zgody sądu (art. 39 pkt 2b kk),
- zakaz wstępu na imprezę masową (art. 39 pkt 2c kk),
- zakaz wstępu do ośrodków gier i uczestnictwa w grach hazardowych (art. 39 pkt 2d kk),
- nakaz okresowego opuszczenia lokalu zajmowanego wspólnie z pokrzywdzonym (art. 39 pkt 2e kk),
- zakaz prowadzenia pojazdów (art. 39 pkt 3 kk),
- świadczenie pieniężne (art. 39 pkt 7 kk),
- podanie wyroku do publicznej wiadomości (art. 39 pkt 8 kk),
- wydalenie z zawodowej służby wojskowej (art. 324 § 1 pkt 2 kk),
- degradacja wojskowa (art. 39 pkt 9 kk).

### Przepadek i środki kompensacyjne
W wyniku nowelizacji Kodeksu karnego z dnia 20 lutego 2015 r. (Dz.U. z 2015 r. poz. 396) przepadek, nawiązka, obowiązek naprawienia szkody lub zadośćuczynienia za doznaną krzywdę przestały być środkami karnymi, a stały się odpowiednio: przepadkiem sui generis i samoistnymi środkami kompensacyjnymi. Środki kompensacyjne służą naprawieniu szkody wyrządzonej przestępstwem.

## Czas obowiązywania środków karnych określonych w Kodeksie karnym
Jeżeli ustawa nie stanowi inaczej, pozbawienie praw publicznych oraz zakaz i nakaz wymienione w art. 39 pkt 2d i 2e kk orzeka się w latach, od roku do lat 10, zakazy wymienione w art. 39 pkt 2-2b i 3 kk orzeka się w latach, od roku do lat 15, a zakaz wymieniony w art. 39 pkt 2c kk orzeka się w latach, od lat 2 do 6. Obowiązek, o którym mowa w art. 41a § 1 zdanie drugie i § 2 zdanie drugie (tj. zakaz przebywania w określonych środowiskach lub miejscach, kontaktowania się z określonymi osobami, zbliżania się do określonych osób lub opuszczania określonego miejsca pobytu bez zgody sądu, jak również nakaz okresowego opuszczenia lokalu zajmowanego wspólnie z pokrzywdzonym), orzeka się w miesiącach, najkrócej na 3 miesiące, najdłużej na 12 miesięcy.
Pozbawienie praw publicznych, zakazy i nakaz obowiązują od uprawomocnienia się orzeczenia. Okres, na który orzeczono zakazy, nie biegnie w czasie odbywania kary pozbawienia wolności, chociażby orzeczonej za inne przestępstwo. Okres, na który orzeczono pozbawienie praw publicznych za dane przestępstwo, nie biegnie w czasie odbywania kary pozbawienia wolności za to przestępstwo.
Sąd może po upływie połowy okresu, na który orzeczono środki karne, uznać je za wykonane, jeżeli skazany przestrzegał porządku prawnego, a środek karny był w stosunku do niego wykonywany przynajmniej przez rok. Jeżeli środek karny orzeczony został dożywotnio, sąd może uznać go za wykonany, jeżeli skazany przestrzegał porządku prawnego i nie zachodzi obawa ponownego popełnienia przestępstwa podobnego do tego, za które orzeczono środek karny, a środek karny był w stosunku do skazanego wykonywany przynajmniej przez 15 lat.

## Środki karne w polskim prawie karnym skarbowym
Środkami karnymi wymienionymi w Kodeksie karnym skarbowym są:
- dobrowolne poddanie się odpowiedzialności,
- przepadek przedmiotów,
- ściągnięcie równowartości pieniężnej przepadku przedmiotów,
- przepadek korzyści majątkowej,
- ściągnięcie równowartości pieniężnej przepadku korzyści majątkowej,
- zakaz prowadzenia określonej działalności gospodarczej, wykonywania określonego zawodu lub zajmowania określonego stanowiska,
- podanie wyroku do publicznej wiadomości,
- pozbawienie praw publicznych,
- środki związane z poddaniem sprawcy próbie:
  - warunkowe umorzenie postępowania karnego,
  - warunkowe zawieszenie wykonania kary,
  - warunkowe zwolnienie.

## Środki karne w prawie wykroczeń
Środkami karnymi wymienionymi w Kodeksie wykroczeń są:
- zakaz prowadzenia pojazdów,
- przepadek przedmiotów,
- nawiązka,
- obowiązek naprawienia szkody,
- podanie orzeczenia o ukaraniu do publicznej wiadomości w szczególny sposób,
- obowiązek zapłaty równowartości mienia będącego przedmiotem wykroczenia.

## Inne środki karne
Przewiduje się także inne środki karne wymienione w ustawach szczególnych, np. zakaz posiadania wszelkich zwierząt albo określonej kategorii zwierząt. Może on trwać od roku do 15 lat. Od 19 kwietnia 2018 r. naruszenie tego zakazu jest przestępstwem.